# Maria Kalasancja Fuja
Maria Kalasancja Fuja, imię chrzestne Antonina (ur. 2 czerwca 1899 w Andrychowie, zm. 28 lipca 1971 w Wawrze) – polska zakonnica katolicka, nauczycielka, przełożona prowincji warszawskiej Zgromadzenia Sióstr Felicjanek. Uzyskała dyplom doktora filozofii w zakresie botaniki i była autorką kilku prac naukowych z tej dziedziny.

## Życiorys
Pochodziła z rodziny robotniczej, była córką Wojciecha (stróża) oraz Zofii z Byliców; miała sześcioro rodzeństwa, dwóch braci i cztery siostry. W 1907 wraz z rodzicami wyjechała do Stanów Zjednoczonych, matka zmarła tamże w 1910. Od roku szkolnego 1906/1907 Antonina Fuja uczęszczała do szkoły podstawowej z internatem prowadzonej przez siostry felicjanki w Detroit, od 1913 przez dwa lata uczyła się w prywatnym seminarium nauczycielskim sióstr felicjanek w Detroit. 25 października 1915 w Detroit wstąpiła do zgromadzenia felicjanek (pełna nazwa: Zgromadzenie Sióstr św. Feliksa z Kantalicjo), 29 lipca 1917 złożyła, również w Detroit, śluby roczne. W 1917 rozpoczęła pracę nauczycielską; uczyła w niższych klasach szkół podstawowych w St. Joseph School w Jackson (1917–1922), w szkole Our Lady of Mt. Carmel School w Wyandotte (1918–1920) oraz w szkołach St. Hyacinth School w Bay City i St. Florian School w Hamtrack (Michigan, 1920–1921). Jednocześnie uzupełniała własne wykształcenie; odbyła kursy księgowości, prawa handlowego i pedagogiki, a po ukończeniu Gimnazjum Zgromadzenia Sióstr Felicjanek w Detroit, afiliowanego przy University of Ann Arbor i Catholic University of America w Waszyngtonie, w czerwcu 1922 uzyskała amerykańską maturę.
We wrześniu 1922 powróciła do Polski. Podjęła studia na Wydziale Filozoficznym Uniwersytetu Jagiellońskiego, a w 1923 w Państwowym Gimnazjum Żeńskim w Krakowie zdała egzaminy uzupełniające maturę zagraniczną. 14 lipca 1923 złożyła w Krakowie zakonne śluby wieczyste. Studia łączyła z pracą nauczycielki w Seminarium Nauczycielskim w Wawrze koło Warszawy. W grudniu 1928 i w lutym 1929 zdała wymagane egzaminy i 6 lutego 1929 wypromowana została na doktora filozofii w zakresie botaniki. Promotorem jej pracy doktorskiej O restytucjach pędowych na izolowanych liścieniach dyni, ogórka i łubinu był profesor Michał Marian Siedlecki. Siostra Fuja była pierwszą zakonnicą, która uzyskała dyplom doktorski na Uniwersytecie Jagiellońskim. W 1933 zdała ostatnie egzaminy przed Państwową Komisją Egzaminacyjną dla Kandydatów na Nauczycieli Szkół Średnich w Krakowie i 15 marca tegoż roku uzyskała uprawnienia nauczyciela biologii i języka angielskiego na poziomie szkół średnich. 
Pierwszą połowę roku 1933 przepracowała jako nauczycielka i bibliotekarka Seminarium Sióstr Felicjanek w Żółkwi. Przystąpiła następnie do organizacji Prywatnego Gimnazjum Żeńskiego Zgromadzenia Sióstr Felicjanek w Wawrze, gdzie była nauczycielką i do 1949 dyrektorką. Udało się jej m.in. doprowadzić do wybudowania nowego gmachu szkolnego (częściowo budowa ta przypadała na lata okupacji). W celu gromadzenia funduszy na potrzeby szkoły udała się jeszcze raz do USA (1937). Dbała o wysoki poziom nauczania w wawerskim gimnazjum, starannie dobierała kadrę pedagogiczną, wymagała ciągłego dokształcania się, organizowała lekcje pokazowe, poważnie traktowała metodykę przygotowania zajęć; jednocześnie uzupełniała zasoby biblioteczne placówki oraz zasób pomocy dydaktycznych. Udało się jej utrzymać cykl kształcenia w czasie II wojny światowej. Po wojnie w opinii władz oświatowych "zachowywała pozory lojalności" wobec nowych władz, organizowała m.in. udział uczennic w akcji odbudowy Warszawy, ale jednocześnie oparła się planom wprowadzenia na teren szkoły Związku Młodzieży Polskiej. Jeszcze w latach międzywojennych organizowała akademie patriotyczne, zbiórki pieniędzy (np. na Fundusz Obrony Narodowej), a w czasie wojny pomoc dla polskich żołnierzy.
W 1940 wybrana została na radną prowincjalną warszawskiej prowincji zgromadzenia, od 1948 przez rok pełniła funkcję przełożonej lokalnej domu Niepokalanego Serca Maryi w szkole w Wawrze. W 1949 wyjechała do Krakowa, gdzie była radną komisarki generalnej zgromadzenia i w domu generalnym pracowała w charakterze archiwisty. W 1952 została przełożoną prowincji warszawskiej. Na czas pełnienia przez nią tej funkcji przypadło upaństwowienie kilku instytucji prowadzonych do tej pory przez siostry, co skutkowało koniecznością przyjęcia nowych placówek. Organizowała jubileusz 100-lecia zgromadzenia. Postawiła przed sobą zadanie odnowy prowincji warszawskiej, w związku z czym ogłosiła liczne rozporządzenia dla wspólnot lokalnych, a w 1956 odbyła pieszą pielgrzymkę do Częstochowy. Jej szczególną troską było kształcenie nauczycielek, przedszkolanek i katechetek. Prowadziła staranną politykę kadrową, dobierając zadania do predyspozycji podwładnych. Organizowała również wypoczynek zakonnic w uzdrowiskach i miejscach rekreacyjnych. Kościół i kaplicę w Wawrze wyposażyła w artystycznie wykonane tabernakula, kilka kościołów warszawskich zawdzięcza jej bieliznę kielichową.
W 1958 przebywała na Kapitule Generalnej w Rzymie i na mocy decyzji tego zgromadzenia pozostała na kilka lat we Włoszech, gdzie gromadziła materiały do "Roczników Zgromadzenia". Była już w tym czasie schorowana (cierpiała na dolegliwości serca i nóg) i po powrocie do klasztoru w Wawrze w 1965 nie podjęła poprzedniej działalności.
Jako botanik zajmowała się morfologią. Określiła popełniany wcześniej błąd przy izolowaniu liścieni, polegający na izolowaniu liścieni łącznie z grupą komórek merystematycznych, będących zaczątkiem pączka pachwinowego. Wykazała możliwość uzyskania siewki także z nasion pociętych na części, o ile w danej części zachowany zostanie liścień zdolny do rozwoju merystemu pąka pachwinowego. Pracę doktorską opublikowała pod tytułem O tworzeniu się pędów i korzeni na izolowanych liścieniach dyni, ogórka i łubinu ("Sprawozdania z Czynności i Posiedzeń Polskiej Akademii Umiejętności", 1929). Po 1929 prac botanicznych nie ogłaszała.
Miała opinię osoby przedsiębiorczej, wybitnie inteligentnej, o dużych zdolnościach organizatorskich i pedagogicznych, a zarazem serdecznej i dobrej. Wysoko ceniła w życiu zakonnym posłuszeństwo i modlitwę. Współpracownicy zarzucali jej przesadną hojność w stosunku do osób spoza zgromadzenia oraz długotrwałe chowanie urazów. Zmarła 28 lipca 1971 w Wawrze, pochowana została na tamtejszym cmentarzu parafialnym.